# Shiori Miyake
Shiori Miyake (三宅 史織, Miyake Shiori, Sapporo, 13 oktober 1995) is een Japans voetbalster die als verdediger speelt bij INAC Kobe Leonessa.

## Carrière

### Clubcarrière
Miyake begon haar carrière in 2013 bij INAC Kobe Leonessa.

### Interlandcarrière
Miyake nam met het Japans nationale elftal O17 deel aan het WK onder 17 in 2012.
Miyake maakte op 22 september 2013 haar debuut in het Japans vrouwenvoetbalelftal tijdens een vriendschappelijke wedstrijd tegen Nigeria. Zij nam met het Japans elftal deel aan het Aziatisch kampioenschap 2018 en de Aziatische Spelen 2018. Japan behaalde goud op het Aziatisch kampioenschap en de Aziatische Spelen. Ze heeft 17 interlands voor het Japanse elftal gespeeld.

## Statistieken
| Japans vrouwenvoetbalelftal | Japans vrouwenvoetbalelftal | Japans vrouwenvoetbalelftal |
| Jaar                        | Wed.                        | Dlp.                        |
| --------------------------- | --------------------------- | --------------------------- |
| 2013                        | 1                           | 0                           |
| 2014                        | 0                           | 0                           |
| 2015                        | 0                           | 0                           |
| 2016                        | 0                           | 0                           |
| 2017                        | 5                           | 0                           |
| 2018                        | 11                          | 0                           |
| 2019                        | 4                           | 0                           |
| Totaal                      | 21                          | 0                           |